# Europacupen i ishockey 1978/1979
Europacupen i ishockey 1978/1979 inleddes den 12 september 1978, och avslutades den 29 augusti 1979. Turneringen vanns av sovjetiska CSKA Moskva, som vann slutspelsserien.

## Första omgången
| Lag 1               | Resultat  | Lag 2                |
| ------------------- | --------- | -------------------- |
| Casco Viejo Bilbao  | 3-9, 2-21 | Flyers Heerenveen    |
| ATSE Graz           | 4-1, 5-3  | Ferencvárosi TC      |
| Gap HC              | 4-8, 5-15 | HC Bolzano           |
| Rødovre SIK         | 2-2, 3-7  | Manglerud/Star       |
| HC Steaua Bucureşti | 6-1, 7-2  | Levski-Spartak Sofia |
| Dynamo Berlin       | 5-6, 2-7  | Podhale Nowy Targ    |
| EHC Biel            | 15-1, 7-6 | HK Jesenice          |

 SC Riessersee  : vidare direkt

## Andra omgången
| Lag 1               | Resultat                | Lag 2             |
| ------------------- | ----------------------- | ----------------- |
| Flyers Heerenveen   | 3-3, 6-10               | SC Riessersee     |
| HC Steaua Bucureşti | 8-5, 2-5 (4-3 straffar) | EHC Biel          |
| HC Bolzano          | 1-3, 3-6                | ATSE Graz         |
| Manglerud/Star      | 2-3, 2-13               | Podhale Nowy Targ |

## Tredje omgången
| Lag 1             | Resultat | Lag 2               |
| ----------------- | -------- | ------------------- |
| ATSE Graz         | 8-7, 4-4 | SC Riessersee       |
| Podhale Nowy Targ | 3-1, 3-1 | HC Steaua Bucureşti |

 Ässät,   
 Skellefteå AIK  : vidare direkt

## Fjärde omgången
| Lag 1          | Resultat | Lag 2             |
| -------------- | -------- | ----------------- |
| Ässät          | 7-2      | Podhale Nowy Targ |
| Skellefteå AIK | WO       | ATSE Graz         |

 Poldi Kladno,  
 CSKA Moskva  : vidare direkt

## Slutspelsserien
Innsbruck, Tyrolen, Österrike
| Lag 1          | Resultat | Lag 2          |
| -------------- | -------- | -------------- |
| Poldi Kladno   | 8-3      | Ässät          |
| CSKA Moskva    | 6-1      | Skellefteå AIK |
| Skellefteå AIK | 4-4      | Poldi Kladno   |
| CSKA Moskva    | 12-3     | Ässät          |
| Ässät          | 3-2      | Skellefteå AIK |
| CSKA Moskva    | 3-1      | Poldi Kladno   |

### Slutspelsserien, slutställning
| Placering | Lag            | Poäng |
| 1         | CSKA Moskva    | 6     |
| 2         | Poldi Kladno   | 3     |
| 3         | Ässät          | 2     |
| 4         | Skellefteå AIK | 1     |